# Владимир Туцовић
Владимир Туцовић (Гостиље, код Чајетине, 1874 — Београд, 26. новембар 1947) био је српски официр, учесник Балканских и Првог светског рата и члан организације „Црна рука”. Један је од браће Туцовић.

## Биографија
Рођен је 1874. године у златиборском селу Гостиљу. Био је син свештеника Јеврема Туцовића и најстарији од тројице браће Туцовић. Његов млађи брат био је Димитрије Туцовић, један од првих српских социјалиста.
Био је трупни официр Војске Краљевине Србије, који је чинове стицао на бојном пољу. Био је један од официра завереника који су учествовали у Мајском преврату. Као веома храбар и способан официр упао је у очи генералштабном официру Драгутину Димитријевићу Апису, који му је понудио да уђе у тајну организацију „Уједињење или смрт”, погрдно назване „Црна рука”, која је основана 1911. По статуту ове организације морао је да уведе још петорицу нових који би сачињавали његову групу. Он је тада чланство понудио мајорима Јосифу Костићу и Петру Живковићу, али су након открића престолонаследника Александра Карађорђевића о њиховој повезаности са овом тајном организацијом сва тројица била премештена. Туцовић је тада премештен за команданта батаљона у Чачку. Јосиф Костић и Петар Живковић постаће вође противничке организације "Бела рука" која ће организовати и спровести Солунски процес.
Током 1912. и 1913. године Владимир Туцовић је учествовао у Балканским ратовима за ослобођење јужни крајева Србије. Током ових ослободилачких ратова, Туцовић се противио масивном пљачкању који су вршили нови чиновници. Због ових пљачки дошло је до сукоба између полиције и војске, јер су официри покушали да се одупру пљачки. Тадашњи министар унутрашњих дела Стојан Протић донео је Уредбу којом је грађанска власт стављена изнад војне, што је још више распламсало овај сукоб, који се касније био кобан за „црнорукце”.
Када је 1914. године избио Први светски рат, Туцовић се нарочито истакао у борбама на Церу и борбама на Колубари. Након повлачењу српске војску у Грчку, 1916. године, почеле су нове политичке игре у којима су за сву несрећу окривљени „црнорукци”, а пре свега Апис. Повод за обрачун са члановима „Црне руке”, био је искоришћен неуспели атентат на регента Александра, 11. септембра 1916. године, када је у близини Солуна неко припуцао на његова кола. Одмах потом ухапшени су Драгутин Димитријевић Апис и други члановим организације „Уједињење или смрт”, међу којима и коњички потпуковник Владимир Туцовић.
Процес против Аписа и његових сарадника, одржан је јуна 1917. године, у Солуну и познат је као Солунски процес. Највећу галаму на процесу, од оптужених дизао је Туцовић. Реаговао је на добацивања из публике и псовао ниже официре који су тражили њихову смрт. Устајао је из протеста, иако је то било строго забрањено. У првој пресуди добио је, заједно с Аписом, смртну казну, али је она касније преиначена у двадесет година робије и пет година губитка грађанске части. Након завршетка Првог светског рата и повратка у новостворену државу Југославију, преживели „црнорукци”, међу којима и Туцовић, делом су били помиловани.  Са Велимиром Вемићем је 1924. тражио повратак грађанске части али суд је у јулу одлучио да то још није могуће, због неповољног мишљења Управе града о њиховом владању у претходних пет година.
Након помиловања, Владимир Туцовић је решио да напусти војну службу. Почео је да се бави трговином дрветом и убрзо постао један од највећих извозника у Краљевини Срба, Хрвата и Словенаца. Средиште његовог предузећа било је у Травнику, а извозио је дрво у целу Европу. Иако се обогатио, није заборавио старе другове и издржавао је преживеле „црнорукце”. Мухамеду Мехмедбашићу је отворио кафану у Стоцу, где су га протерали са Илиџе, због доласка краља Александра. Материјално је помагао и Мустафу Голубића, који се налазио у изгнанству у Бечу.
Током немачке окупације у Другом светском рату, мирно је живео у окупираном Београду. Након ослобођења Југославије, августа 1945. године био је изабран за већника Антифашистичког већа народног ослобођења Југославије (АВНОЈ) и учествовао је у његовом Трећем заседању.
Умро је 26. новембра 1947. године у Београду.
За своје ратне заслуге одликован је са два Ордена Карађорђеве звезде.